# تایزو کاواموتو
تایزو کاواموتو بازیکن فوتبال اهل ژاپن و عضو تیم ملی فوتبال ژاپن است که در تاریخ ۱۳ مه ۱۹۳۴ میلادی اولین بازی ملی‌اش را انجام داد. او در ۹ بازی ملی حضور داشت و آخرین بازی ملی خود را در تاریخ ۳ مه ۱۹۵۴ میلادی انجام داد. تایزو کاواموتو در بازی‌های ملی‌اش
۴ گل به ثمر رساند.